# 克羅克特縣 (德克薩斯州)
克羅基特縣（英語：Crockett County）是美國德克薩斯州西南部的一個縣，位於愛德華茲高原西部，西以佩科斯河為界。面積7,271平方公里。根據美國2000年人口普查，共有人口4,099人。縣治奧佐納（Ozona）。
成立於1875年1月12日，縣政府成立於1891年7月7日。本縣紀念在阿拉莫戰役戰死的民間英雄大衛·克洛科特（Davy Crockett）。